# دیدارهای فوتبال ایران و لائوس
تیم ملی ایران و تیم ملی لائوس تاکنون ۳ بار در مقابل یکدیگر قرار گرفته‌اند. حاصل این بازیها، ۳ برد برای تیم ملی ایران بوده است.
در این بازیها جمعاً ۲۱ گل به ثمر رسیده است که ۲۰ گل سهم تیم ملی ایران و ۱ گل سهم تیم ملی لائوس میباشد.
هر سه دیدار بین این دو تیم در بازی های رسمی برگزار شده است.

## اولین بازی
اولین بازی بین این دو تیم در تاریخ ۱۴ آذر ۱۳۷۷ در بازی های آسیایی ۱۹۹۸ برگزار شده است که تیم ملی ایران با نتیجه ۶ بر ۱ به برتری دست یافته است.

## بررسی کلی بازیها
| بردهای ایران | ۳ بازی |             | گل‌های ایران | ۲۰ گل                            |        | بازی‌های برگزار شده در ایران | ۱ بازی |
| مساوی        | ۰ بازی | گل‌های لائوس | ۱ گل        | بازی‌های برگزار شده در کشور بی‌طرف | ۱ بازی |                             |        |
| بردهای لائوس | ۰ بازی |             |             | بازی‌های برگزار شده در لائوس      | ۱ بازی |                             |        |
| مجموع بازی‌ها | ۳ بازی | مجموع گل‌ها  | ۲۱ گل       | مجموع بازی‌ها                     | ۳ بازی |                             |        |

## عنوان بازیها
| #   | عنوان بازی        | تعداد بازی | برد ایران | برد لائوس | مساوی |
| --- | ----------------- | ---------- | --------- | --------- | ----- |
| ۱   | بازی های آسیایی   | ۱          | ۱         | ۰         | ۰     |
| ۲   | مقدماتی جام جهانی | ۲          | ۲         | ۰         | ۰     |
| جمع | جمع               | ۳          | ۳         | ۰         | ۰     |

## میزبان و میهمان
| بازیهایی که در ایران برگزار شده است       | بازیهایی که در ایران برگزار شده است | بازیهایی که در ایران برگزار شده است | بازیهایی که در ایران برگزار شده است |
| تیم                                       | برد                                 | مساوی                               | باخت                                |
| ----------------------------------------- | ----------------------------------- | ----------------------------------- | ----------------------------------- |
| ایران                                     | ۱                                   | ۰                                   | ۰                                   |
| لائوس                                     | ۰                                   | ۰                                   | ۱                                   |
| بازیهایی که در لائوس برگزار شده است       |                                     |                                     |                                     |
| تیم                                       | برد                                 | مساوی                               | باخت                                |
| ایران                                     | ۱                                   | ۰                                   | ۰                                   |
| لائوس                                     | ۰                                   | ۰                                   | ۱                                   |
| بازیهایی که در کشوری بی‌طرف برگزار شده است |                                     |                                     |                                     |
| تیم                                       | برد                                 | مساوی                               | باخت                                |
| ایران                                     | ۱                                   | ۰                                   | ۰                                   |
| لائوس                                     | ۰                                   | ۰                                   | ۱                                   |

## فهرست کلی بازیها
| # | تاریخ     | نتیجه بازی        | ورزشگاه / شهر                             | عنوان بازیها           | گلزنان                                                                                                  |
| - | --------- | ----------------- | ----------------------------------------- | ---------------------- | --- |
| ۳ | ۱۳۸۳/۸/۲۷ | ایران ۷ - ۰ لائوس | آزادی، تهران                              | مقدماتی جام جهانی ۲۰۰۶ | علی دایی (۷ و ۱۹ و ۲۷ و ۵۸ ) جواد نکونام (۶۳ و ۷۲) آرش برهانی (۶۸)                                      |
| ۲ | ۱۳۸۳/۱/۱۲ | ایران ۷ - ۰ لائوس | ورزشگاه ملی لائوس، وینتیان، لائوس         | مقدماتی جام جهانی ۲۰۰۶ | علی دایی (۹ و ۱۷-پ) – غلامرضا عنایتی (۳۲ و ۳۵) – ابراهیم تقی پور (۶۸ و ۸۳) – خونپیلاچان (۵۴-گل به خودی) |
| ۱ | ۱۳۷۷/۹/۱۴ | ایران ۶ - ۱ لائوس | ورزشگاه سری ناخون لامدوان، سیساکت، تایلند | بازی های آسیایی ۱۹۹۸   | علی موسوی (۲۵ و ۳۴ و ۸۵) – علی دایی (۸۲ و ۸۶) – علیرضا منصوریان (۷۵) *** نادر محمدخانی (۴۱-گل به خودی)  |

## گلزنان
کلا ۷ بازیکن ایرانی موفق به گلزنی در برابر تیم ملی لائوس شده‌اند که علی دایی با زدن ۸ گل بهترین گلزن ایران میباشد

### گلزنان ایران
- ۸ گل : علی دایی
- ۳ گل : علی موسوی
- ۲ گل : غلامرضا عنایتی – جواد نکونام – ابراهیم تقی پور
- ۱ گل : علیرضا منصوریان – آرش برهانی
- ۱ گل به خودی توسط خونپیلاچان برای ایران به ثمر رسیده است.

### گلزنان لائوس
- ۱ گل به خودی توسط نادر محمدخانی برای لائوس به ثمر رسیده است.